# Longman Dictionary of Contemporary English
Longman Dictionary of Contemporary English, skrót w publikacjach naukowych LDOCE – jednojęzyczny słownik dydaktyczny języka angielskiego wydany przez wydawnictwo Longman Pearson dla zaawansowanych użytkowników języka jako języka obcego. Pierwsze wydanie ukazało się w roku 1978 i jako pierwszy przełamał monopol Oxford University Press na publikację jednojęzycznych słowników dydaktycznych. Wersji książkowej towarzyszy CD-ROM, wydanie internetowe i aplikacja na urządzenia mobilne. 

## Historia
Słownik LDOCE po raz pierwszy ukazał się w roku 1978, po trzecim wydaniu Oxford Advanced Learner’s Dictionary of Current English, gdy najważniejsze szlaki zostały przetarte i następowała era słowników dydaktycznych drugiej generacji. Słownik od pierwszego wydania napisany był przy pomocy predefiniowanego metasłownika i zawierał kodowane za wzór słownika oksfordzkiego struktury zdaniowe. Leksykograf A.C. Cowie przyznaje, że system wprowadzonej transkrypcji fonetycznej był doskonalszy od stosowanego w OALD i lepiej opisany, choć na poziomie niezbyt przystępnym dla uczącego się języka. Słownik przedstawiał podstawowe struktury językowe, choć zdaniem cytowanego wyżej Cowiego system był zbyt skomplikowany w budowie i niezbyt intuicyjny w swej warstwie graficznej. Przykłady ilustrujące użycie wyrazów w zdaniu również opracowano przy użyciu predefiniowanego metasłownika.
W następnych wydaniach słownika zmieniono sposób wyodrębniania artykułów hasłowych, zwracając baczniejszą uwagę na prezentowanie rodzin wyrazów. Poprawiono również sposób prezentowania struktur zdaniowych. W poszczególnych wydaniach zmieniano również zawartość predefiniowanego metasłownika do definiowania poszczególnych haseł, zarówno z powodów nieobecności w wielu kulturach (np. Christian, Christmas, camel, coconut, a także wyrazów zbyt formalnych lub przestarzałych (np. sease, coarse, conquer). Zmieniono również kategoryzację wyrazów. Część zmian zapożyczono z nowszego słownika dydaktycznego, Collins COBUILD Advanced Dictionary.

## Słownik
Szóste wydanie słownika wydano w czasie, kiedy zainteresowanie słownikami papierowymi kurczyło się na rzecz form elektronicznych. Aby zachęcić użytkownika, opracowano nie tylko nową szatę graficzną, np. artykuły hasłowe trzech tysięcy najczęściej używanych słów są pisane czerwonym drukiem, podczas gdy inne niebieskim, ale także nowe cechy, takie jak Longman Communication 9000, będący zbiorem 9000 słów o wysokiej częstotliwości występowania w mowie i piśmie, pomocnym w opanowaniu słownictwa oraz struktur gramatycznych. Słownik zawiera 230 tys. słów i fraz (300 000 w wersji online), 165 tys. przykładów w oparciu o korpus językowy (milion więcej w wersji on-line), zintegrowany tezaurus z 80 tys. synonimów, antonimów i wyrazów bliskoznacznych (147 tys. online), a także 65 tys. kolokacji.

## Wydania
Do roku 2023 ukazały się następujące wydania:
- Wydanie pierwsze 1978
- Wydanie drugie 1987
- Wydanie trzecie 1995
- Wydanie czwarte 2003
- Wydanie czwarte uzupełnione o Writing Assistant 2005
- Wydanie piąte 2009
- Wydanie szóste 2014